# Smokin' in the Boys Room
"Smokin' in the Boys Room" je skladba, původně nahraná skupinou Brownsville Station v roce 1973 na albu Yeah!. Píseň se v roce 1979 objevila ve filmu Rock 'n' Roll High School. V roce 1985 píseň předělala skupina Mötley Crüe.